# Cobox 76
Cobox 76 was een Belgische voetbalclub uit Boxbergheide in Genk. De club was aangesloten bij de KBVB met stamnummer 4631 en had blauw, wit en zwart als kleuren. De club speelde in haar bestaan altijd in de provinciale reeksen.

## Geschiedenis
De club ontstond uit een aantal lokale ploegen en sloot zich in 1946 bij de Belgische Voetbalbond aan als Congo VV onder stamnummer 4631. De club ging in de provinciale reeksen spelen, waar het de volgende decennia bleef spelen. Als hoogtepunt bereikte men eens de 1/32ste finales van de Beker van België. In 1976 fusioneerde Congo VV met een naburige club, Desem Boxbergheide. Deze club was in 1964 opgericht. De afkorting D.e.S.e.M. stond voor "Door Edele Sport Edeler Mens". De naam van de fusieclub werd Cobox 76, gevormd uit de namen van de twee vroegere clubs en het fusiejaar. De club bleef in de provinciale reeksen spelen.
Op het eind van de 20ste eeuw en begin van de 21ste eeuw steeg de club door promoties in 1998, 2001 en 2005 van Vierde naar Eerste Provinciale. In 2009 zakte men weer naar Tweede Provinciale, waar men het ook moeilijk kreeg. In 2011 vroeg de club wegens een leegloop bij de jeugdspelers en dalende inkomsten haar ontslag bij de Voetbalbond.
Sinds juli 2013 speelt er een nieuwe club op de terreinen aan de Krommestraat. FC Racing Boxberg werd opgericht door enkele ex-leden van Cobox '76 om de jeugd van Boxberg ook in hun wijk te kunnen laten voetballen.